# Олга Станисављевић
Олга Станисављевић (Крушевац, 8. мај 1930 — Београд, 14. децембар 1987) била је југословенска и српска филмска, телевизијска и позоришна глумица.
Била је прва супруга глумца Властимира Ђузе Стојиљковића. Сахрањена је у Алеји заслужних грађана на Новом гробљу у Београду.

## Филмографија
| Год.         | Назив                                          | Улога            |
| ------------ | ---------------------------------------------- | ---------------- |
| 1950-е       |                                                |                  |
| 1959.        | Три Ане                                        |                  |
| 1960-е       |                                                |                  |
| 1961.        | Лето је криво за све                           |                  |
| 1961.        | Срећа у торби                                  |                  |
| 1963.        | Микрофон је ваш                                |                  |
| 1964.        | На место, грађанине Покорни!                   | директорова жена |
| 1964.        | Изгубљени рај                                  |                  |
| 1967.        | Материјално обезбеђење у правом смислу те речи |                  |
| 1968.        | Дама с камелијама                              |                  |
| 1968.        | Максим нашег доба                              |                  |
| 1969.        | Покојник (ТВ)                                  | Рина Марић       |
| 1970-е       |                                                |                  |
| 1970.        | Енглески онакав какав се говори                |                  |
| 1970.        | Чкаља                                          |                  |
| 1970.        | Рођаци (ТВ серија)                             | Мелита           |
| 1970.        | Љубав на сеоски начин                          | стрина Лазиница  |
| 1970.        | Милораде, кам бек                              | Лазиница         |
| 1971.        | Дон Кихот и Санчо Панса                        |                  |
| 1971.        | С ванглом у свет                               |                  |
| 1971.        | Дипломци                                       | Мабел Митровић   |
| 1973.        | Милојева смрт                                  | Вида Плавша      |
| 1973.        | Личност којој се дивим                         |                  |
| 1972 - 1973. | Позориште у кући                               | Рајка Мунгос     |
| 1973 - 1974. | Позориште у кући 2                             | Рајка Мунгос     |
| 1974.        | Приче о псима                                  |                  |
| 1975.        | Позориште у кући 3                             | Рајка Мунгос     |
| 1976         | Два другара                                    | Тијанина мајка   |
| 1977.        | Више од игре                                   | Калиопа Илић     |
| 1978.        | Сироче                                         |                  |
| 1978.        | Уље на ватру                                   |                  |
| 1979.        | Какав дан                                      |                  |
| 1979.        | Осма офанзива                                  | Цвећарка         |
| 1980-е       |                                                |                  |
| 1980.        | Било, па прошло                                |                  |
| 1980.        | Приповедања Радоја Домановића                  |                  |
| 1981.        | Лаф у срцу                                     |                  |
| 1981.        | Позориште у кући 4                             | Рајка Мунгос     |